# Invenció de la tradició

La tradició dels estampats escocesos propis de cada clan, que apareix per exemple a pel·lícules ambientades en èpoques passades i pot semblar més antiga, va néixer al segle XIX

La invenció de la tradició és un concepte popularitzat per Eric Hobsbawm i Terence Ranger que proposa que moltes de les tradicions que poden semblar o que pretesament són antigues, en realitat s'han forjat recentment, sovint com a resposta a una nova situació o un temps de crisi. Tenen un bagatge simbòlic i miren d'obtenir una certa legitimitat pel fet de venir des del passat. Es pot utilitzar per comprendre les utilitzacions ideològiques del passat i els usos polítics de la memòria i la commemoració.
Alguns exemples en són les arts marcials japoneses, l'escoltisme, els tartans representant clans o les tradicions de la majoria de grans religions. Un altre tipus d'exemple n'és el tradicional vestit de núvia de color blanc, que es va posar de moda des que la reina Victòria es va casar d'aquest color.
La diferència entre una nova tradició i una d'inventada és que aquesta darrera reivindica orígens antics. No sempre es fa de manera evident, poden ser invencions a petita escala, adaptacions de velles tradicions a nous propòsits o reactivacions d'antigues tradicions. Per a alguns autors, aquest fenomen és particularment clar en el cas dels nacionalismes.

## Funció social
Les invencions de tradicions responen a almenys alguna funció social, principalment a la d'establir o simbolitzar cohesió social o pertinença a un grup real o artificial. També pot voler donar legitimitat i fonament a jerarquies socials i relacions d'autoritat, com per exemple el patriarcalisme o el classisme, i en particular també de certes institucions, de la nació o de l'estat. Finalment, un altre grup d'invencions és el de les destinades a inculcar, socialitzar i naturalitzar creences, sistemes de valors i codis convencionals de conducta.